# Cornell Dupree
Cornell Luther Dupree (19 décembre 1942 - 8 mai 2011) était un guitariste américain de jazz et de R&B. Il a travaillé à plusieurs reprises avec Aretha Franklin, Bill Withers, Donny Hathaway, King Curtis et Steve Gadd. Il est aussi l'auteur d'un livre sur la guitare soul et blues : Rhythm and Blues Guitar. Musicien de studio prolifique, il aurait enregistré 2 500 séances. 

## Biographie
Cornell Dupree est né et a grandi à Fort Worth, au Texas, où il sort diplômé de la I.M. Terrell High School . Cornell Dupree a commencé sa carrière en jouant dans le groupe du studio Atlantic Records, en enregistrant sur des albums d'Aretha Franklin ( Aretha Live at Fillmore West ) et de King Curtis, en tant que membre du groupe de Curtis "The King Pins" (ayant grandi avec King Curtis dans Fort Worth) . Il est apparu sur le disque de 1969 de Lena Horne et Gábor Szabó, et sur des enregistrements avec Archie Shepp, Grover Washington, Jr., Snooky Young et Miles Davis . 
Il était par ailleurs membre fondateur du groupe Stuff, qui comprenait le guitariste Eric Gale, Richard Tee aux claviers, Steve Gadd et Chris Parker à la batterie et Gordon Edwards à la basse . Dupree et Tee ont enregistré ensemble à plusieurs reprises. Les albums notables incluent les disques Aretha et King Curtis susmentionnés, ainsi que Stingray et Luxury You Can Afford de Joe Cocker, ainsi que les albums solo de Cornell Teasin ', Saturday Night Fever (instrumental), Shadow Dancing, Can't Get Through, Coast to Coast, Uncle Funky, Child's Play, Bop 'n' Blues et Unstuffed . Il a joué sur Rainy Night in Georgia de Brook Benton et Please Send Me Someone to Love, et figure sur deux pistes de l'album de Peter Wolf en 1998, Fool's Parade . 
En Décembre 1972, le magazine de musique britannique NME mentionne que Cornell Dupree, ainsi que Roberta Flack et le bassiste Jerry Jemmott, avaient été blessé dans un accident de voiture survenu à Manhattan . 
Yamaha a produit une guitare signature appelée Cornell Dupree Model . 
En 1989, Cornell Dupree enregistre une vidéo pour Hot Licks d'Arlen Roth intitulée Mastering R&B Guitar, qui documente son style, sa technique et ses influences. En 2009, Cornell Dupree est apparu dans un documentaire intitulé Still Bill, qui faisait la chronique de la vie et de l'époque de Bill Withers. Il est apparu sur scène en jouant une version pour guitare de Grandma's Hands. Bill Withers, au début, était assis dans le public, mais a fini par le rejoindre sur scène pour chanter les paroles de la chanson. Dans cette partie du documentaire, Cornell Dupree joue de sa guitare sur un tabouret, respirant à l'aide d'une machine à oxygène, qui souligne la souffrance causée par son emphysème . 
Cornell Dupree est décédé le 8 mai 2011 à son domicile de Fort Worth, au Texas. Il attendait une greffe de poumon à la suite d'un emphysème.

## Discographie

### En tant que leader
- 1974 Teasin'  (Atlantic)
- 1977 Cornell Dupree's Saturday Night Fever
- 1978 Shadow Dancing
- 1988 Coast to Coast (Antilles)
- 1991 Can't Get Through (Amazing)
- 1993 Child's Play (Amazing)
- 1995 Bop 'n' Blues (Kokopelli)
- 1998 Uncle Funky (Kokopelli)
- 1998 Unstuffed (Pnec)
- 2011 I'm Alright (Dialtone)

### En tant que sideman
Avec Carla Bley
- 1977 : Dinner Music

Avec Mariah Carey
- 1991 : Emotions (Columbia Records)

Avec Joe Cocker
- 1974 : I Can Stand a Little Rain (A&M Records)
- 1975 : Jamaica Say You Will (A&M Records)
- 1976 : Stingray (A&M Records)
- 1978 : Luxury You Can Afford (Asylum Records)

Avec Sam Cooke
- 1985 : Live at the Harlem Square Club, 1963 (RCA Victor)

Avec Hank Crawford
- 1971 : It's a Funky Thing to Do (Cotillion)
- 1972 : Help Me Make it Through the Night (Kudu)
- 1972 : We Got a Good Thing Going (Kudu)
- 1999 : Crunch Time (Milestone) avec Jimmy McGriff

Avec King Curtis
- 1971 : Live at Fillmore West (Atco)

Avec Jackie DeShannon
- 1974 : Your Baby Is a Lady (Atlantic Records)

Avec Charles Earland
- 1973 : The Dynamite Brothers (Prestige)

Avec Aretha Franklin
- 1970 : Spirit in the Dark (Atlantic Records)
- 1972 : Young, Gifted and Black (Atlantic Records)
- 1974 : Let Me in Your Life (Atlantic Records)
- 1974 : With Everything I Feel in Me (Atlantic Records)
- 1979 : La Diva (Atlantic Records)
- 1980 : Aretha (Arista Records)

Avec Michael Franks
- 1987 : The Camera Never Lies (Warner Bros. Records)

Avec Eddie Harris
- 1970 : Come on Down (Atlantic Records)
- 1971 : Second Movement (Atlantic Records) avec Les McCann

Avec Gene Harris
- 1972 : Gene Harris of the Three Sounds (Blue Note)

Avec Donny Hathaway
- 1971 : Donny Hathaway (Atco Records)
- 1973 : Extension of a Man (Atco Records)

Avec Lena Horne et Gábor Szabó
- 1969 Lena & Gabor (Skye)

Avec Cissy Houston
- 1977 : Cissy Houston (Private Stock Records)

Avec Etta James
- 1978 : Deep in the Night (Warner Bros. Records)

Avec B. B. King
- 1972 : Guess Who (ABC Records)

Avec Roland Kirk
- 1975 : The Case of the 3 Sided Dream in Audio Color (Atlantic)

Avec Yusef Lateef
- 1972 : Hush 'N' Thunder (Atlantique)

Avec Lulu
- 1970 : New Routes (Atlantic Records)

Avec Cheryl Lynn
- 1979 : In Love (Columbia Records)

Avec Arif Mardin
- 1974 : Journey (Atlantic Records)

Avec Les McCann
- 1972 : Invitation to Openness (Atlantic Records)

Avec Jack McDuff
- 1966 : A Change Is Gonna Come (Atlantic Records)
- 1975 : Magnetic Feel (Cadet)

Avec Jimmy McGriff
- 1970 : The Dudes Doin 'Business (Capitol Records) avec Junior Parker

Avec Bette Midler
- 1973 : Bette Midler (Atlantic Records)

Avec David Newman
- 1972 : Lonely Avenue (Atlantic)
- 1973 : The Weapon (Atlantic Records)
- 1979 : Scratch My Back (Prestige)
- 1990 : Return to the Wide Open Spaces (Amazing)

Avec Robert Palmer
- 1974 : Sneakin 'Sally Through the Alley (Island Records)

Avec Eddie Palmieri
- 1971 : Harlem River Drive (Roulette)
- 1972 : Live at Sing Sing Vol. 1 & 2 (Tico)

Avec Wilson Pickett
- 1965 : In the Midnight Hour (Atlantic Records)

Avec Bernard Purdie
- 1971 : Stand By Me (Whatcha See Is Whatcha Get) (Mega)
- 1972 : Soul Is... Pretty Purdie (Flying Dutchman)

Avec Buddy Rich
- 1981 : Europa Jazz Buddy Rich Big Band (EJ-1009 Italie)

Avec Marlena Shaw
- 1972 : Marlena (Blue Note)
- 1973 : From the Depths of My Soul (Blue Note)

Avec Carly Simon
- 1978 : Boys in the Trees (Elektra Records)

Avec Paul Simon
- 1973 : There Goes Rhymin 'Simon (Columbia Records)

Avec Ringo Starr
- 1977 : Ringo the 4th (Polydor Records)

Avec Candi Staton
- 1979 : Chance (Warner Bros. Records)

Avec Dakota Staton
- 1972 : Madame Foo-Foo (Groove Merchant)

Avec Sonny Stitt
- 1973 : M. Bojangles (Cadet)

Avec Barbra Streisand
- 1980 : Guilty (Columbia Records)

Avec Leon Thomas
- 1971 : Gold Sunrise on Magic Mountain (Mega/Flying Dutchman)
- 1972 : Blues and the Soulful Truth (Flying Dutchman)

Avec Rufus Thomas
- 1972 : Did You Heart Me? (Stax Records)
- 1973 : Crown Prince of Dance (Stax Records)

Avec Stanley Turrentine
- 1972 : Cherry (CTI)
- 1976 : The Man with the Sad Face (Fantasy)
- 1977 : Nightwings (Fantasy)

Avec Eddie "Cleanhead" Vinson
- 1971 : You Can't Make Love Alone (Mega/Flying Dutchman)

Avec Cedar Walton
- 1976 : Beyond Mobius (RCA)

Avec Charles Williams
- 1972 : Stickball (Mainstream)